# Dumitru Dan (globe-trotter)
Dumitru (Demetre) Dan (n. 14 iulie 1889, Buhuși, România – d. 4 decembrie 1978, Buzău, România) a fost un geograf, profesor de geografie și globe-trotter român născut într-o familie de origine greacă. S-a remarcat prin faptul că a cucerit titlul mondial pentru înconjurul lumii pe jos, deși titlul și veridicitatea realizării lui sunt controversate.

## Înconjurul lumii
În 1910, Dumitru Dan a participat împreună cu Paul Pârvu, Gheorghe Negreanu și Alexandru Pascu — toți fiind studenți la Universitatea Sorbona — la concursul organizat de Touring Club de France, care prevedea efectuarea înconjurului lumii pe jos și prin mijloace materiale proprii. Premiul oferit a fost de 100.000 de franci francezi.

##### Controverse
Cercetările au arătat că relatările lui Dumitru Dan despre călătoria sa în jurul lumii, povestite în anii 1960 și 1970, conțin numeroase neconcordanțe față de declarațiile sale din 1914, publicate în ziarele din Statele Unite. În 1914, Dan a afirmat că și-a început călătoria în 1912, nu în 1910, și că a fost întrerupt de participarea sa în Războiul Balcanic din 1912-1913, unde a fost rănit grav și a petrecut câteva luni în convalescență. În această perioadă, el a declarat că a călătorit doar în Europa și nu a menționat vizite în Africa, Asia, America de Sud, America Centrală, Australia, Rusia sau Alaska, așa cum a susținut mai târziu. Documentele și articolele de ziar din 1914-1915 confirmă că Dan a călătorit în Anglia, Scoția, Statele Unite, Caraibe și Spania, dar nu există dovezi care să susțină o competiție organizată de Touring Club de France sau participarea a 200 de concurenți internaționali. În 1914, Dan a declarat că mergea pe baza unui pariu, nu a unei competiții oficiale. De asemenea, Paul Pârvu, despre care Dan a afirmat că l-a însoțit de la început, era un român din Cleveland, Ohio, pe care l-a întâlnit în 1914 și cu care a călătorit doar trei luni. Nu există dovezi care să ateste prezența unui câine în călătorie sau decesele tragice ale însoțitorilor săi, Alexandru Pascu și George Negreanu, așa cum a relatat ulterior. Se estimează că Dan a parcurs aproximativ 3.000 de mile, mult mai puțin decât cele 62.000 de mile revendicate. Aceste neconcordanțe sugerează că Dan și-a înflorit povestea în anii ulteriori, probabil pentru a-și spori reputația și a atrage atenția publicului.

## Epilog
Din cauza izbucnirii Primului Război Mondial, Dumitru Dan a completat traseul abia în anul 1923 și a primit cei 100.000 de franci, care între timp își pierduseră mult din valoarea inițială, reprezentând doar 8% din aceasta.
Dumitru Dan a fost singurul român care a terminat competiția. Acesta s-a înscris în competiție alături de Gheorghe Negreanu, Alexandru Pascu și Paul Pârvu. 
Performanța sa a rămas neegalată, fiind înscris în Cartea Recordurilor în anul 1985.
Călătoria l-a purtat pe 5 continente, peste 3 oceane, prin 74 de țări, 30 de colonii și prin peste 1.500 de orașe. A rupt 497 perechi de opinci și 28 de costume naționale.
A decedat pe 4 decembrie 1978 la Buzău, unde a fost înmormântat în Cimitirul Eroilor. Mormântul său a rămas în paragină până în 2015, când ziaristul englez Roger Bunyan l-a vizitat în cursul documentării pentru un articol. El i-a scris un e-mail președintelui român de atunci, Traian Băsescu, care a cerut primarului Constantin Boșcodeală să rezolve problema. Muzeul Județean din Buzău a obținut un grant de 86.000 de euro și, în colaborare cu Gheorghe Dan, un strănepot al globe-trotterului, a reamenajat mormântul până în 2017.

## Distincții
În 2015 a primit post-mortem titlul de cetățean de onoare al Buzăului.